# Дейнеко Степан Петрович
Степан Петрович Дейнеко (22 грудня 1918 , Хороше, Катеринославська губернія  — 15 лютого 1944 , Керч, Кримська АРСР ) — капітан Робітничо-селянської Червоної армії, учасник Німецько-радянської війни, Герой Радянського Союзу.

## Біографія
Народився 22 грудня 1918 року в селі Хороше (нині — Петропавлівський район Дніпропетровської області України) у родині селянина. Закінчив шість класів школи, потім школу фабрично-заводського учнівства, після чого працював слюсарем. У 1937 Дейнеко був призваний на службу в Робітничо-селянську Червону Армію. 1938 року він закінчив Ворошиловградську військову авіаційну школу. З грудня 1941 — на фронтах Німецько-радянської війни.
До травня 1943 року капітан Степан Дейнеко був заступником командира ескадрильї 367-го бомбардувального авіаполку 132-ї бомбардувальної авіадивізії 4-ї повітряної армії Північно-Кавказького фронту. На той час він здійснив 200 бойових вильотів на бомбардування скупчень бойової техніки і живої сили противника, його військових об'єктів, завдавши йому серйозної шкоди.
Указом Президії Верховної Ради СРСР «Про присвоєння звання Героя Радянського Союзу начальницькому складу Військово-Повітряних сил Червоної Армії» від 24 травня 1943 року за «зразкове виконання бойових завдань командування на фронті боротьби з німецькими загарбниками і виявлені при цьому відвагу та геройство» був удостоєний високого звання Героя Радянського Союзу з врученням ордена Леніна та медалі «Золота Зірка» за номером 1001.
15 лютого 1944 року під час повітряного бою над портом Керчі, коли літак Дейнеко був підбитий, льотчик направив його на німецький транспорт, загинувши під час вибуху.
Був також нагороджений двома орденами Червоного Прапора, орденом Вітчизняної війни 1-го ступеня.